# Rethonvillers
Rethonvillers – miejscowość i gmina we Francji, w regionie Hauts-de-France, w departamencie Somma.
Według danych na rok 1990 gminę zamieszkiwało 335 osób, a gęstość zaludnienia wynosiła 47 osób/km² (wśród 2293 gmin Pikardii Rethonvillers plasuje się na 665. miejscu pod względem liczby ludności, natomiast pod względem powierzchni na miejscu 680.).